# Zarká (řeka)
Zarká (arabsky نهر الزرقاء‎) je řeka v Jordánsku, přítok Jordánu. Nachází se na rozhraní severní a centrální části země. Po řece Jarmúku je druhým největším přítokem Jordánu. Co do průtoku vody je třetí největší řekou v regionu. Její povodí zahrnuje řadu jordánských měst. Řeka pramení nedaleko od hlavního města země Ammánu a teče západním směrem v hlubokém údolí.
Název řeky v arabštině znamená Modrá řeka. V biblických textech uváděná řeka Jabok bývá často identifikována právě jako řeka Zarká. Podél řeky se nacházely již od dávnověku různá města, které se více či méně dochovala do 21. století. Lze zde nalézt archeologická naleziště, antické město Gerasa a další.
Průměrný měsíční průtok v řece dosahuje 5–8 milionů m3 vody během deštivých měsíců a 2–3 miliony m3 vody v létě. Při povodních dokáže vzrůst až desetinásobně. Povodí řeky má rozlohu 3900 km2.

## Tok
Řeka pramení v Ain Ghazál (arabsky عين غزال‎, česky doslova gazelský pramen), kde se nachází významná archeologická lokalita která dokazuje osídlení uvedené oblasti od mladší doby kamenné. Rovněž ukazuje, že oblast byla mnohem méně aridní, než je tomu v současné době. Lokalita se nachází u dálničního nadjezdu na severovýchodním okraji jordánského hlavního města Ammánu. Odtud řeka odtéká směrem na severovýchod do města Zarká, kterým protéká. Zde přibírá dva menší přítoky. Horní tok řeky je velmi hustě osídlen, prochází tudy frekventované silnice i Hidžázská dráha.
Následně řeka klesá do údolí hlubokého až několik stovek metrů a stáčí se na sever a později na západ. V hlubokém údolí se nachází mnohdy skalní stěny, je zde jen minimum sídel a žádné významnější komunikace. U města Džaraš ji překonává silnice King's Highway, o několik kilometrů dále na západ je řeka přehrazena monumentální přehradou krále Talála, která byla zbudována v 70. letech 20. století. Po zhruba dvaceti kilometrech opouští kaňonovité údolí a přibližuje se k řece Jordánu, do něhož se vlévá u obce Džisr Damíja.

## Znečištění

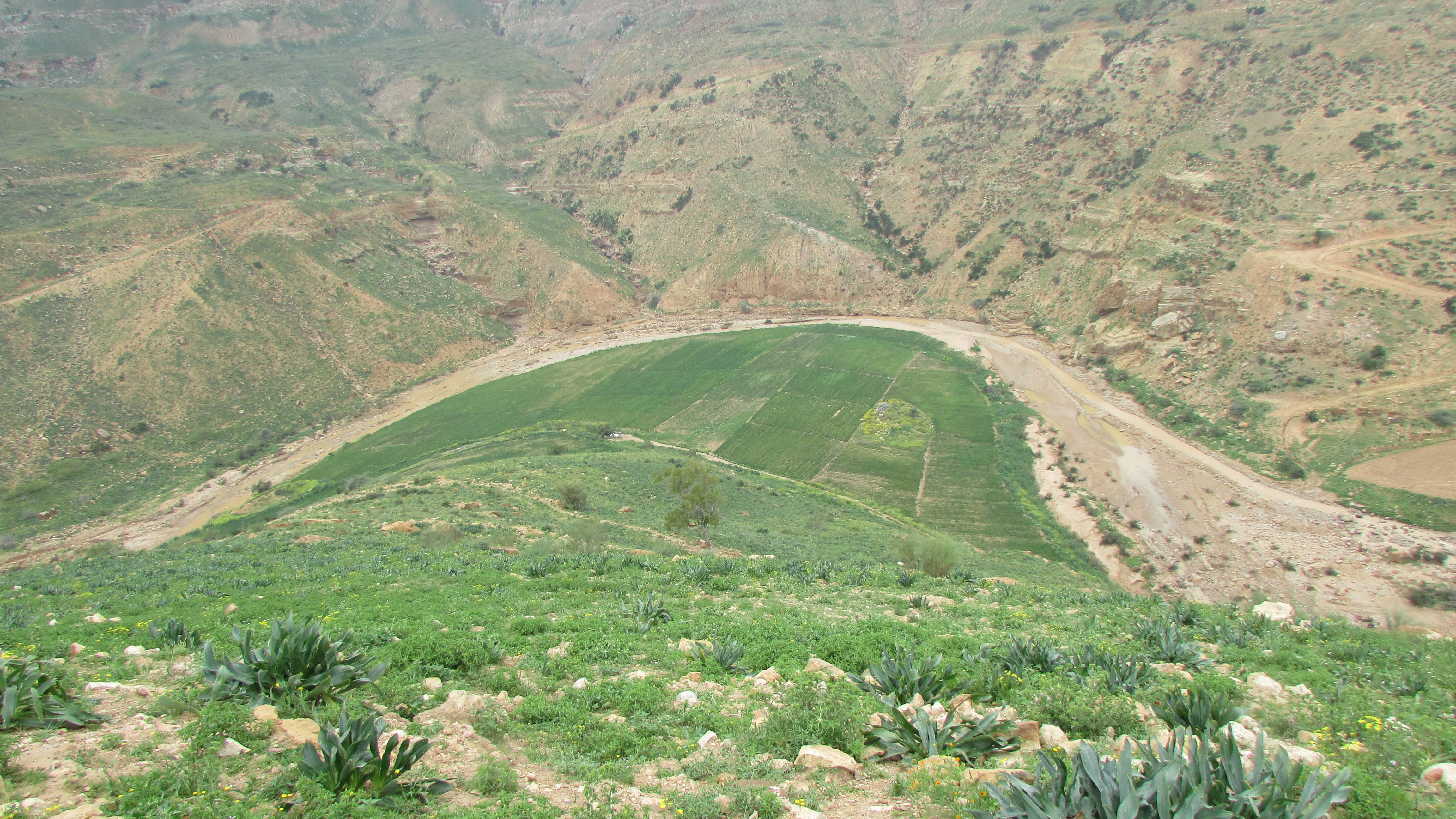
Meandr řeky Zarká.

Řeka je intenzivně využívána. Značná je míra jejího znečištění; jordánský stát se za pomoci různých programů snaží dlouhodobě zlepšovat kvalitu vody v řece. V souvislosti s tím byly na horním toku řeky v hustě osídlených oblastech vybudovány čističky odpadních vod.

## Využití
Voda z řeky se využívá pro zavlažování polí. V samotném údolí se zemědělské plochy nachází jen velmi málo; většinou se takto využívá úzký pás podél řeky nebo její slepá ramena. Voda z přehrady krále Talála je rozváděna do větších vzdáleností. Vzhledem k značnému znečištění vody je její využití pro vodovodní síť omezené.